# Mark Hennen
Mark Hennen (* 15. Juni 1951 in Madison, Wisconsin) ist ein US-amerikanischer Jazzpianist (auch Keyboard, E-Piano).

## Leben und Wirken
Hennen studierte an der University of Wisconsin und hatte später Unterricht bei Cecil Taylor in Antioch und bei Bill Dixon am Bennington College. In New York City hatte er Privatunterricht bei Borah Bergman. Ende der 1970er Jahre spielte er mit Jemeel Moondocs  Ensemble Muntu (First Feeding, 1977), in den beiden folgenden Jahrzehnten u. a. mit William Hooker, mit William Parker im Collective 4tet (mit Jeff Hoyer und Heinz Geisser) und Alan Silvas Sound Visions Orchestra. 1994 legte er das von Cecil Taylor beeinflusste Album Theory of Everything vor, das im Duo mit dem Schlagzeuger Toby Kasavan entstanden war. In den 2000ern folgten Kooperationen mit Daniel Carter, Chris Kelsey's Unacknowledged Ensemble, Rashid Bakr und der Formation Earth People. Im Duo mit dem Schlagzeuger Jackson Krall entstand Ende 2000 das Album Space Blues, Volume 1. Im Bereich des Jazz war er zwischen 1977 und 2008 an 22 Aufnahmesessions beteiligt. Im Hauptberuf arbeitet er in New York als Klavierstimmer.

## Diskographische Hinweise
- Daniel Carter: Feels Like It (2000), mit Toby Kasavan, William Parker
- Chris Kelsey’s Unacknowledged Ensemble: Hear With Your Ear (2000), mit Jackson Krall
- Rashid Bakr: Earth Native (2001), mit Matt Otto, Billy Stein, Kazuto Sato
- Collective 4tet: In Transition (Leo, 2008), mit Arthur Brooks, William Parker, Heinz Geisser